# Une Bagatelle-Polka
Une Bagatelle-Polka, op. 187, är en polkamazurka av Johann Strauss den yngre. Den framfördes första gången den 11 februari 1857 i danslokalen Zum Sperl i Wien.

## Historia
Verket skrevs till Wiens Artist- och författarförening "Aurora" och spelades första gången vid deras bal i Zum Sperl den 11 februari 1857. Utifrån en annons i tidningen Die Presse den 1 februari framgår att Strauss ursprungligen hade tänkt sig spela en fransk polka med titeln Tanzrecht. Oklart varför valde Strauss i stället att spela Une Bagatelle-Polka vid balen. Den utlovade polkan Tanzrecht uteblev och inget verk med den titeln återfinns i familjen Strauss katalog över publicerade alster.
Une Bagatelle-Polka återfanns bland nyheterna som Strauss tog med sig till Ryssland senare samma år där den framfördes vid en konsert den 14 maj 1857. Polkan verkar ha åtnjutit större gensvar där än hemma i Wien.

## Om polkan
Speltiden är ca 2 minuter och 29 sekunder plus minus några sekunder beroende på dirigentens musikaliska tolkning.